# Columbita
La columbita o columbita-(Fe), su correcto nombre mineralógico, es un mineral de composición Fe2+Nb2O6 incluido en el grupo IV (óxidos) según la clasificación de Strunz.
Otros nombres de este mineral son niobita y ferrocolumbita.

## Historia
El nombre de columbita fue asignado por el químico inglés Charles Hatchett (1765-1847) en 1801, a partir de un ejemplar recogido a mediados del siglo XVII en un lugar llamado Nautneague (considerado el actual Haddam, Connecticut, Estados Unidos). Dicho ejemplar formaba parte de la colección de minerales de John Winthrop (1606-1676) y, junto a otras 600 muestras, fue donado por su homónimo y nieto,  John Winthrop  (1681-1747) a Hans Sloane, presidente de la Royal Society de Gran Bretaña, al pasar a ser miembro de la citada sociedad en 1737.
En este espécimen Hatchett identificó un nuevo elemento, al que llamó columbio (hoy llamado niobio) en honor de Cristóbal Colón, descubridor de América.
El nombre del mineral conservó la raíz columb- del antiguo nombre del elemento; por su parte, el sufijo -(Fe) indica el predominio del hierro frente al manganeso en esta especie mineral.

## Propiedades

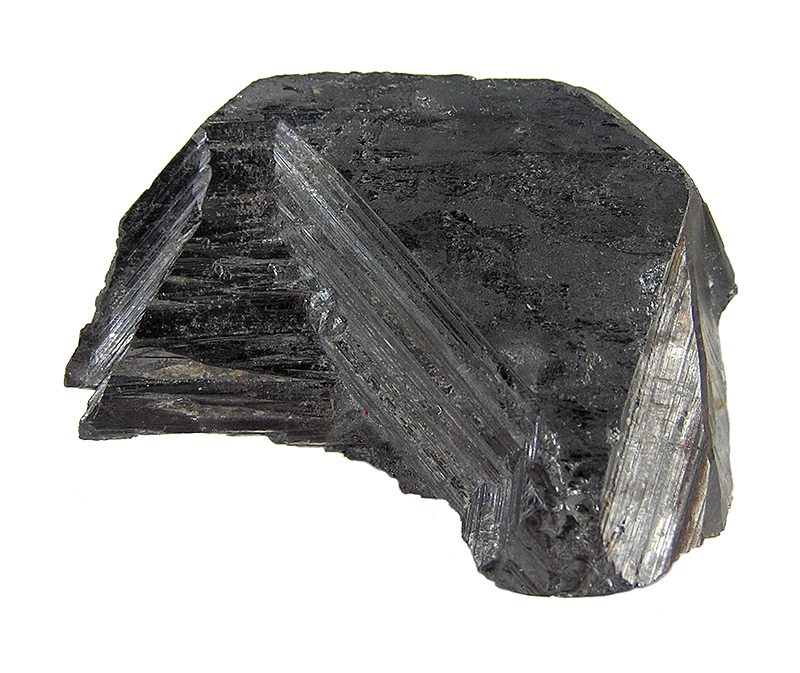
Ferrocolumbita procedente de Epping (Nuevo Hampshire, EE. UU.)

La columbita-(Fe) es un mineral opaco (translúcido en extremos finos), de color negro o negro parduzco y lustre submetálico. Con luz transmitida tiene color pardo rojizo y con luz reflejada su color es blanco grisáceo con un tinte parduzco y reflexiones rojizas internas.
Es frágil, tiene dureza 6 en la escala de Mohs y densidad entre 5,2 y 6,65 g/cm³. Es un mineral paramagnético escasamente soluble en ácidos.
Cristaliza en el sistema ortorrómbico, clase dipiramidal.
Su contenido en Nb2O5 llega hasta el 78% mientras que el de FeO puede alcanzar el 21%; sus impurezas más habituales son manganeso y tántalo.
La columbita-(Fe) forma dos series mineralógicas, una con la tantalita-(Fe) y otra con la columbita-(Mn); ambas series conforman el grupo mineralógico de la columbita. En la mayoría de los casos contiene también pequeñas cantidades de uranio o torio substituyendo al hierro, lo que hace que en estos casos sea ligeramente radiactiva.

## Morfología y formación
La columbita-(Fe) forma cristales cortos prismáticos o ecuantes (con todas las dimensiones iguales), también planos y tabulares de hasta 0,75 m de longitud. A menudo se presenta en grupos de cristales paralelos de gran tamaño. En otras ocasiones tiene hábito masivo.
Es un mineral accesorio de pegmatitas de granito aunque ocasionalmente aparece en carbonatitas.
También es un mineral detrítico en depósitos de placer.
Con frecuencia se halla asociado a la tantalita, formando el coltán. Otros minerales con los que suele aparecer asociado son albita, microclina, berilo, lepidolita y moscovita.

## Yacimientos
Este mineral fue encontrado por primera vez en Haddam, condado de Middlesex, Connecticut (Nueva Inglaterra, Estados Unidos). Otras localizaciones importantes están en Keystone (Dakota del Sur) y en el distrito minero de Spruce Pine (Carolina del Norte).
Sin embargo, la localidad tipo es la pegmatita de Green's Well en Port Hedland (Pilbara, Australia Occidental); esta es una pegmatita de lepidolita-espodumena con columbita-tantalita, conocida desde 1905, donde se descubrió la tantalita-(Mn).
En España, se han encontrado ejemplares interesantes de columbita-(Fe), con cristales de un tamaño de hasta 15 cm, en la mina Julita en Garcirrey (Salamanca), que fue explotada fundamentalmente para obtener feldespato. En el estado de Minas Gerais (Brasil), hay depósitos en Divinésia, Malacacheta y Sabinópolis.
Por otra parte, África cuenta con varias localizaciones de este mineral. Se han encontrado grandes cristales en Antsirabe Sahatany y Fidirana (Madagascar).
En la República Democrática del Congo hay yacimientos en Kivu del Norte y Kivu del Sur.